# Raman Sołtan
Raman Sołtan (biał. Раман Солтан; ur. 28 lipca 1989) – białoruski zapaśnik walczący w stylu wolnym. Zajął trzynaste miejsce na mistrzostwach Europy w 2010. Jedenasty w Pucharze Świata w 2012 roku.